# Kristijan Vulaj
Kristijan Vulaj (ur. 25 czerwca 1998) – czarnogórski piłkarz, pomocnik, występujący w klubie FK Dečić Tuzi. W 2021 roku zadebiutował w seniorskiej reprezentacji Czarnogóry.

## Kariera klubowa
Stan na 13 maja 2022
| Klub               | Sezon              | Liga                            | Liga  | Liga   | Liga   | Puchar kraju | Puchar kraju | Puchar kraju | Europa | Europa | Europa | Inne  | Inne   | Inne   | Suma  | Suma   | Suma   |
| Klub               | Sezon              | Liga                            | Mecze | Bramki | Asysty | Mecze        | Bramki       | Asysty       | Mecze  | Bramki | Asysty | Mecze | Bramki | Asysty | Mecze | Bramki | Asysty |
| ------------------ | ------------------ | ------------------------------- | ----- | ------ | ------ | ------------ | ------------ | ------------ | ------ | ------ | ------ | ----- | ------ | ------ | ----- | ------ | ------ |
| FK Dečić Tuzi      | 2015/2016          | Prva crnogorska fudbalska liga  | 12    | 0      | 0      | 2            | 1            | 0            | 0      | 0      | 0      | 0     | 0      | 0      | 14    | 1      | 0      |
| FK Dečić Tuzi      | 2016/2017          | Prva crnogorska fudbalska liga  | 4     | 0      | 0      | 0            | 0            | 0            | 0      | 0      | 0      | 0     | 0      | 0      | 4     | 0      | 0      |
| FK Dečić Tuzi      | 2017/2018          | Prva crnogorska fudbalska liga  | 34    | 1      | 0      | 2            | 2            | 0            | 0      | 0      | 0      | 0     | 0      | 0      | 36    | 3      | 0      |
| FK Dečić Tuzi      | Ogólnie            | Ogólnie                         | 50    | 1      | 0      | 4            | 3            | 0            | 0      | 0      | 0      | 0     | 0      | 0      | 54    | 4      | 0      |
| OFK Petrovac       | 2018/2019          | Prva crnogorska fudbalska liga  | 27    | 2      | 0      | 1            | 0            | 0            | 0      | 0      | 0      | 0     | 0      | 0      | 28    | 2      | 0      |
| OFK Petrovac       | Ogólnie            | Ogólnie                         | 27    | 2      | 0      | 1            | 0            | 0            | 0      | 0      | 0      | 0     | 0      | 0      | 28    | 2      | 0      |
| FK Dečić Tuzi      | 2019/2020          | Druga crnogorska fudbalska liga | 28    | 6      | 0      | 0            | 0            | 0            | 0      | 0      | 0      | 0     | 0      | 0      | 28    | 6      | 0      |
| FK Dečić Tuzi      | 2020/2021          | Prva crnogorska fudbalska liga  | 32    | 11     | 0      | 0            | 0            | 0            | 0      | 0      | 0      | 0     | 0      | 0      | 32    | 11     | 0      |
| FK Dečić Tuzi      | 2021/2022          | Prva crnogorska fudbalska liga  | 32    | 11     | 0      | 0            | 0            | 0            | 2      | 0      | 1      | 0     | 0      | 0      | 34    | 11     | 1      |
| FK Dečić Tuzi      | Ogólnie            | Ogólnie                         | 92    | 28     | 0      | 0            | 0            | 0            | 2      | 0      | 1      | 0     | 0      | 0      | 94    | 28     | 1      |
| Ogólnie w karierze | Ogólnie w karierze | Ogólnie w karierze              | 169   | 31     | 0      | 5            | 3            | 0            | 2      | 0      | 1      | 0     | 0      | 0      | 176   | 34     | 1      |

## Kariera reprezentacyjna
4 października 2016 piłkarz zadebiutował w reprezentacji Czarnogóry U-19 podczas zremisowanego meczu z reprezentacją Luksemburga U-19 zaczynając mecz od pierwszej minuty. W kadrze seniorskiej zadebiutował 27 marca 2021 podczas eliminacji Mistrzostw Świata wchodząc w 27. minucie za kontuzjowanego Marko Bakića w wygranym meczu z Gibraltarem.
Stan na: 13 maja 2022
| Reprezentacja U-19 | Reprezentacja U-19  | Reprezentacja U-19                        | Reprezentacja U-19                 | Reprezentacja U-19 | Reprezentacja U-19 | Reprezentacja U-19          | Reprezentacja U-19 |
| Lp.                | Data                | Miejsce                                   | Przeciwnik                         | Rezultat           | Gol                | Rozgrywki                   |                    |
| ------------------ | ------------------- | ----------------------------------------- | ---------------------------------- | ------------------ | ------------------ | --------------------------- | ------------------ |
| 1.                 | 4 października 2016 | Folschette                                | Luksemburg U-19 – Czarnogóra U-19  | 2:2                |                    | Mecz towarzyski             |                    |
| 2.                 | 6 października 2016 | Party-Rent-Arena, Rosport                 | Luksemburg U-19 – Czarnogóra U-19  | 1:2                |                    | Mecz towarzyski             |                    |
| 3.                 | 9 listopada 2016    | Stadion Pod Malim Brdom, Petrovac na Moru | Wyspy Owcze U-19 – Czarnogóra U-19 | 2:1                |                    | el. Mistrzostwa Europy U-19 |                    |
| Reprezentacja      |                     |                                           |                                    |                    |                    |                             |                    |
| Lp.                | Data                | Miejsce                                   | Przeciwnik                         | Rezultat           | Gol                | Rozgrywki                   |                    |
| 4.                 | 27 marca 2021       | Podgorica                                 | Czarnogóra – Gibraltar             | 4:1                |                    | el. Mistrzostwa Świata      |                    |